# Open Encyclopedia Project
Open Encyclopedia Project (ОЕР, Відкрита Енциклопедія (OEP)), також відома як open-site — проект відкритої Інтернет-енциклопедії, створений у 2002 року Michael J. Flickinger, що хотів реалізувати вільну, відкриту і категоризовувану енциклопедію, яку редагують добровольці. Енциклопедія використовує відкрите програмне забезпечення, поширюване під ліцензією Mozilla Public License.